# Jam (Iran)
Jam (farsi جم) è il capoluogo dello shahrestān di Jam, circoscrizione Centrale, nella provincia di Bushehr.